# Abita
Albita es un orisha (deidad) menor del panteón yoruba, perteneciente a la mitología yoruba, conocida también como «regla de Osha-Ifá» o santería, Es venerado también en las religiones Umbanda y Candomblé, que se practican en distintas áreas de Brasil, Cuba, Estados Unidos, Panamá, Puerto Rico, Trinidad y Tobago, Venezuela y con menor evidencia en Colombia, Argentina, México y Uruguay, donde es el orisha del sacerdote Ogba Ogú.
También se conoce con el nombre de Èsù; Abita en su manifestación de mensajero en el Culto de Iyaami (las madres ancestrales).[cita requerida]

## Culto
Abita es una combinación de tres albaranes y su Ikoko: Abta, Ara Unla y Tentaorun. De esta forma, Abita es la manifestación de lo malévolo con un vasto poder. Representando así los conocimientos para salvar de la maldad con la maldad y aniquilando con ella de una forma drástica y fulminante.
Hijo de Alosi, una entidad maléfica, Abita siempre está acompañado de Ogueday, Iyabafún y Osawani. Al ser una especie de ossaín (deidad afrobrasileña) con un gran poder maléfico, es utilizado para causar daño, haciéndose una analogía de este con la figura del diablo bíblico.[cita requerida]